# زاور

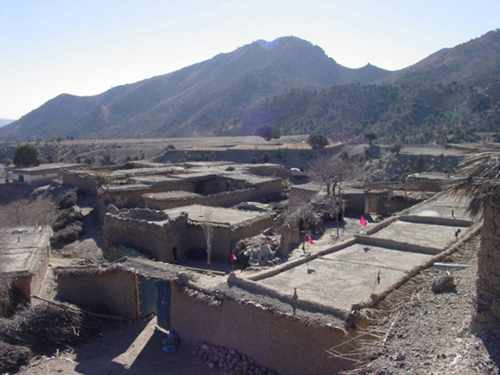
قرية زوار كيلي التي يستخدمها تنظيم القاعدة.

زاور هي منطقة تقع في ولاية خوست في أفغانستان، وتقع عند خط عرض 33.148792 شمالاً، وخط طول 69.912658 شرقًا. 

## زاور كيلي
كان جلال الدين حقاني معروفاً لدى المجاهدين الأفغان بأنه سيد مجمع كهف زاور كيلي. (BG Williams 2013). 
كتب مير بهمانيار عن الكهوف عام 1986. وذكر أن هناك كهوفًا منحوتة في الصخر على الجانب المواجه لباكستان. يبلغ طول الكهوف عشرة أمتار كحد أقصى وعرضها أربعة أمتار وارتفاعها ثلاثة أمتار. كان ثمة جدران من الطوب مبنية على جوانب الكهف. يبلغ عدد الكهوف في المجمع واحد وأربعون كهفًا. كما كان لها أبواب حديدية مطلية بألوان زاهية، وهي جميعها مزوّدة بالطاقة الكهربائية. 
يعتقد بأن كهوف زاور كيلي كانت منطقة تجميع صفوف مقاتلي القاعدة بعد قصف تورا بورا.
وقد كان مقر معسكر تدريب زاور كيلي البدر في تلك الكهوف خلال عام 2002.

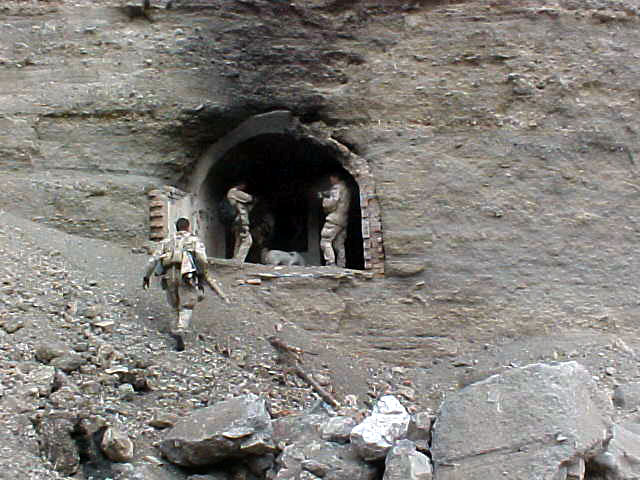
أفراد من قوة العمليات الخاصة (البحرية الأمريكية) عند مدخل كهف داخل زاوار كيلي

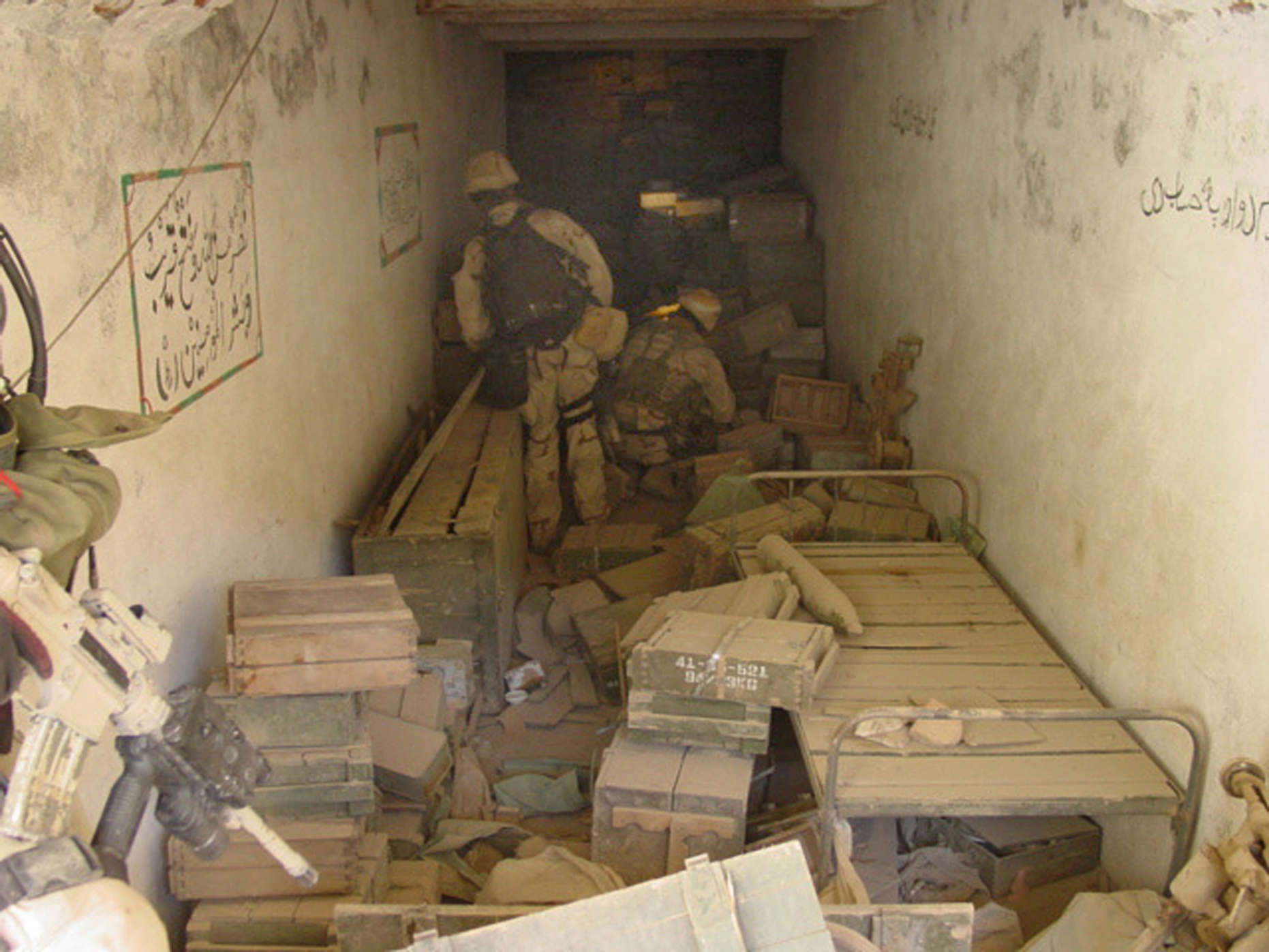
داخل الكهف

ذكر بيان نُشر في كانون الثاني (يناير) 2002، يتضمن تقرير نائب مدير العمليات لهيئة الأركان المشتركة في ذلك الوقت، أن الموقع كان مجمعًا كبيرًا جدًا (حوالي 4.8 في 4.8 كيلومتر مربع تقريبًا).   وذُكر أنه يحتوي على ما لا يقل عن ستين بناية وأكثر من خمسين كهفاً.
شهد شهر يناير 2002 دخول فريق العمليات الخاصة في البحرية الأمريكية وتمركزهم في المجمعات للقيام بعمليات الاستطلاع. وعند اكتشافهم لهذا المجمع الضخم الذي كان عبارة عن منشآت للذخائر، شرعوا في تدميره. في الموقع، وجد الجنود أيضًا فصولًا دراسية، وغرفًا للطهي، وأماكن للنوم، ومكاتب، تم تشييدها باستخدام الطوب والخرسانة والعوارض الفولاذية.

## معرض الصور

### الموقع من الأعلى

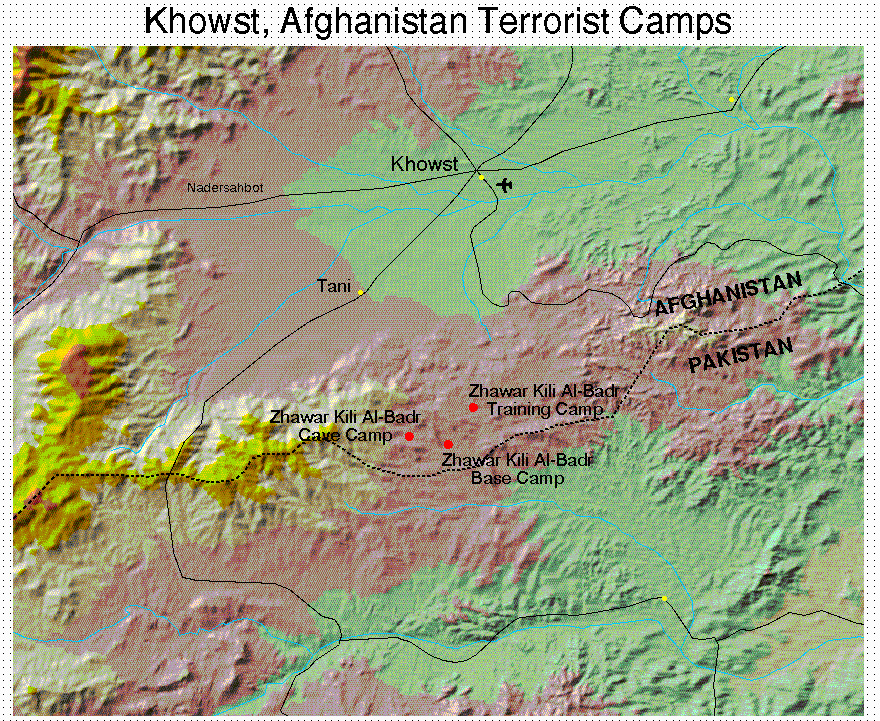
زاور كيلي كما بدت عام 1998
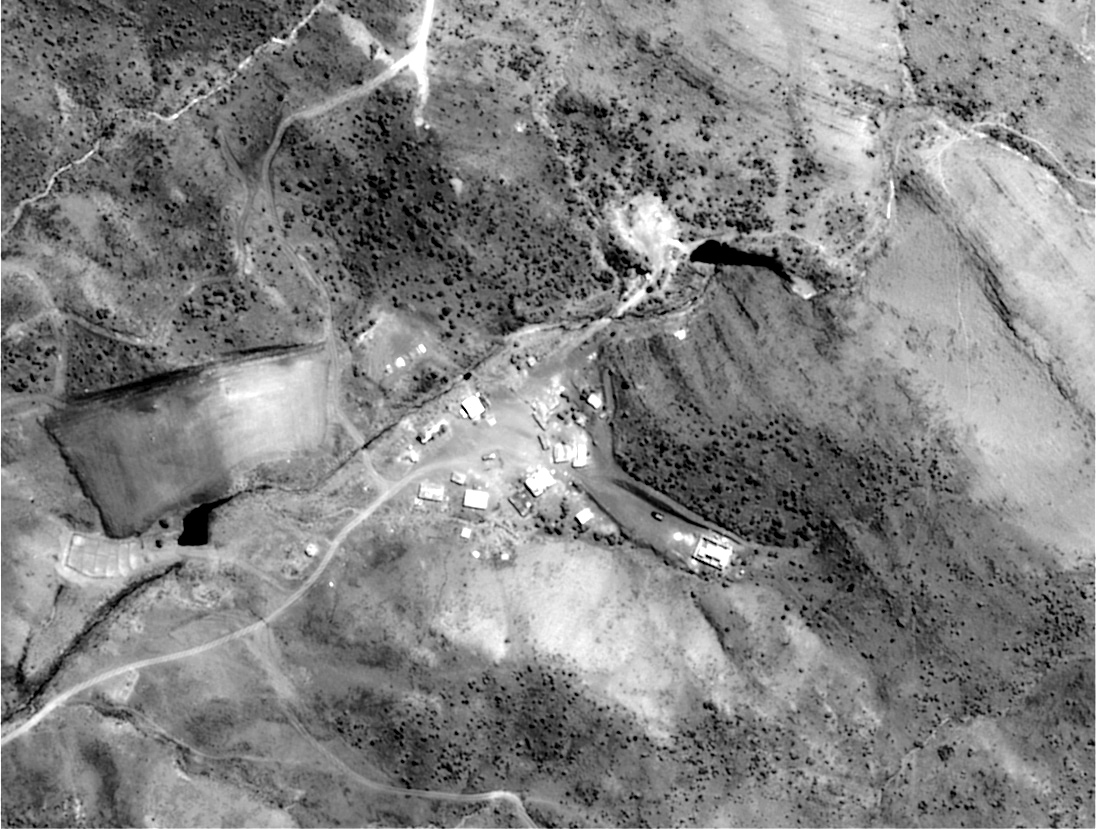
زاوار كيلي البدر (غرب) في القرن العشرين
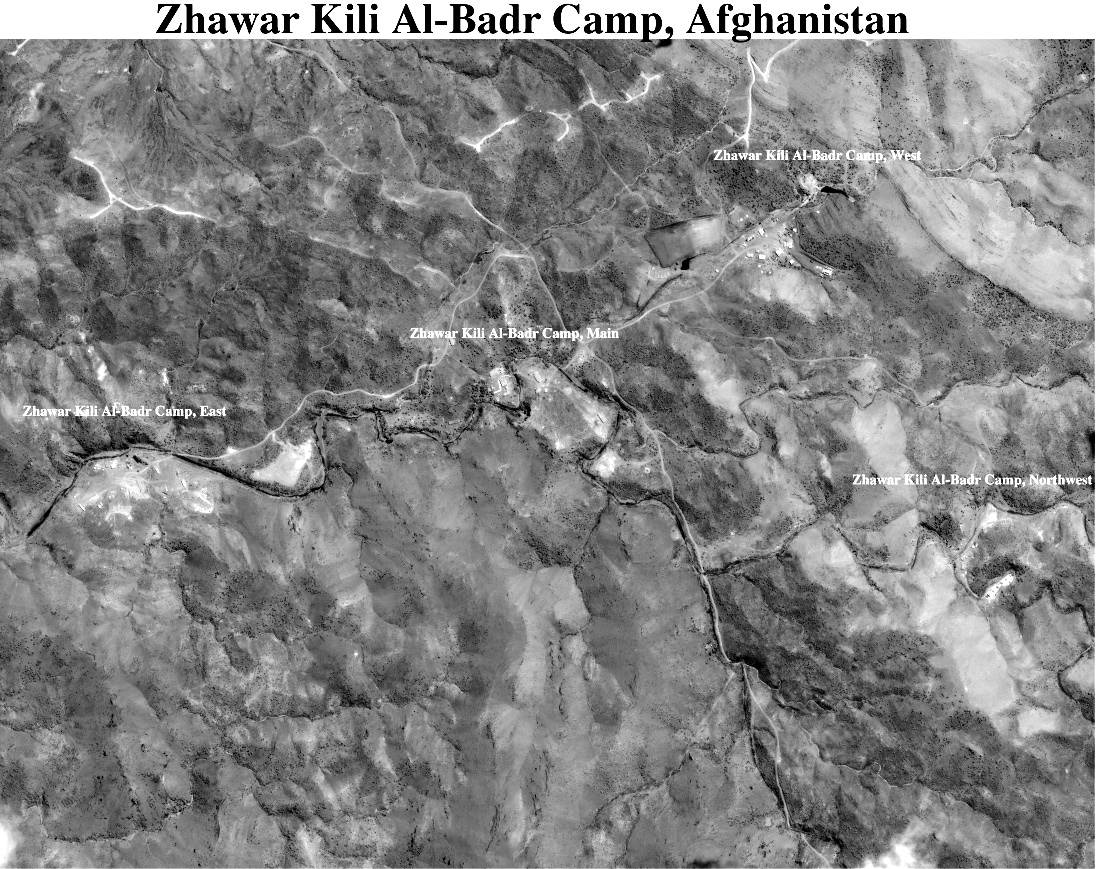
زاوار كيلي كما بدت عام 2002
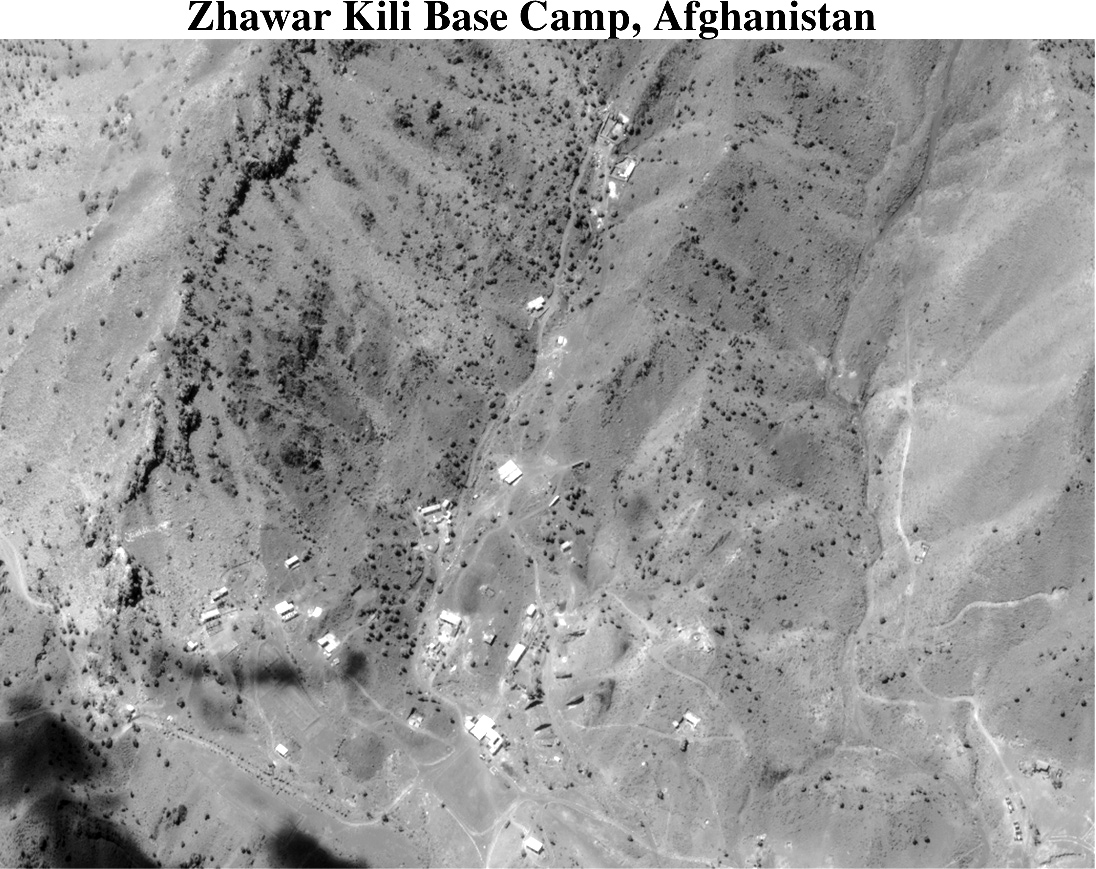
زاوار كيلي كما بدت عام 2002
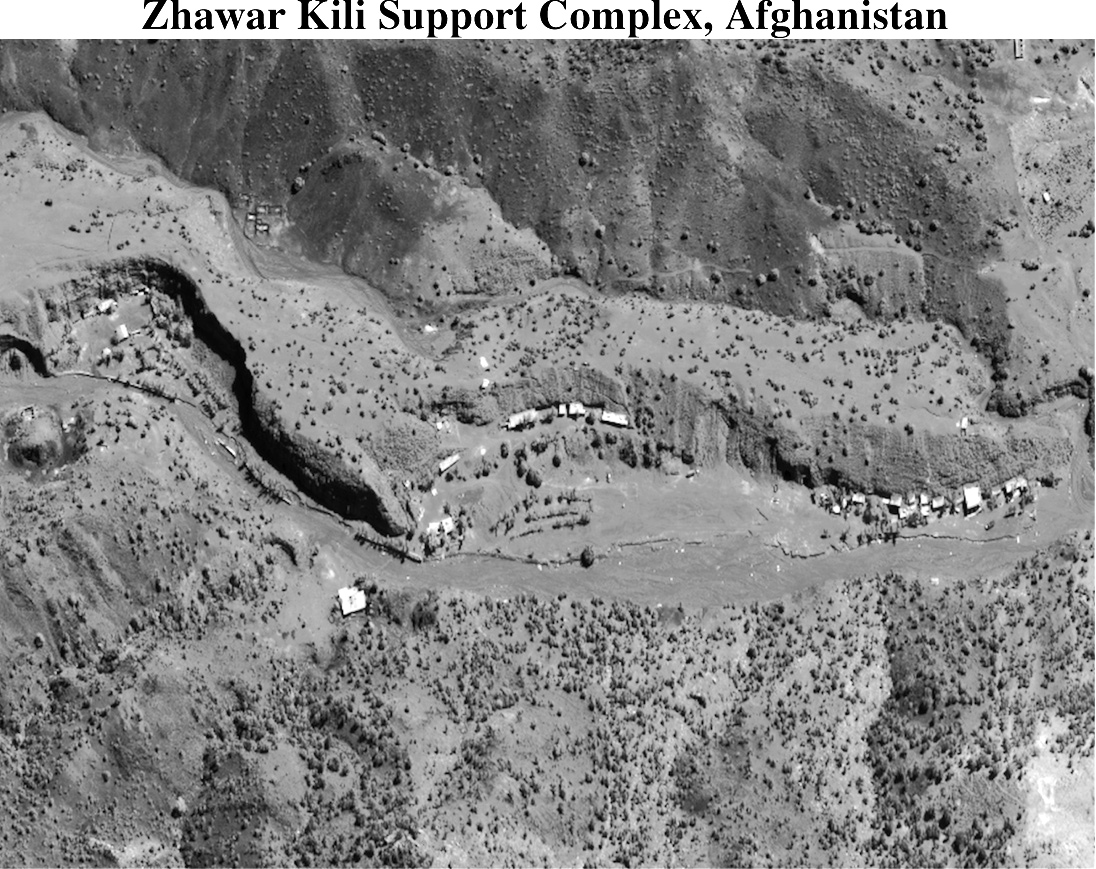
زاوار كيلي كما بدت عام 2002
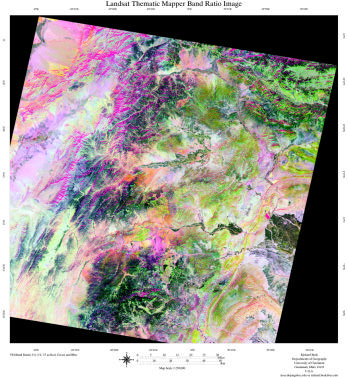
صورة لاندسات لزاور كيلي، في خوست

## روابط خارجية
- دي بي إدواردز (1984) - نص العمل الميداني الإثنوغرافي: قارئ أنثروبولوجي نشره جون وايلي وأولاده، 24 يناير 2012